# Agromyza ugandae
Agromyza ugandae este o specie de muște din genul Agromyza, familia Agromyzidae, descrisă de Spencer în anul 1985.
Este endemică în Uganda. Conform Catalogue of Life specia Agromyza ugandae nu are subspecii cunoscute.